# 珀斯安博伊
珀斯安博伊（英語：Perth Amboy）是美国新泽西州米德尔塞克斯县的一座城市，属于纽约都会区。根据2020年人口普查数据，珀斯安博伊人口为55,436人，比2010年人口普查时的50,814人上涨9.1%。该城市以西班牙裔为主，2010年普查时78.1%的人口为西班牙裔。
珀斯安博伊座落于拉里坦湾之滨，因而被称为“海湾之城”（City by the Bay）。
1683年起有苏格兰殖民者在此定居，1718年根据皇家特许状而正式建市。1686年至1776年间，这里曾是新泽西省首府所在地。